# Іґнац фон Пленер
Іґнац фон Пленер (нім. Ignaz Freiherr von Plener; *21 травня 1810, Відень, Австрійська імперія — †17 лютого 1908, Відень, Австро-Угорщина) — австрійський і австро-угорський державний діяч, виконувач обов'язків міністр-президента Цислейтанії в 1870. Барон (з 1907).

## Біографія
Народився в сім'ї службовця Міністерства фінансів. У 1827-1833 вивчав юриспруденцію в Віденському університеті. З 1836 — на державній службі. З 1841 фінансовий радник в Егері, з 1848 — в Празі, Пешті, з 1851 — земельний фінансовий директор (Landesfinanzdirektor) в Прессбурзі. У 1857 переведений на посаду земельного фінансового директора в Лемберг.
З 1859 працював у Відні, член Рейхсрата. Виступав за створення системи парламентського фінансового контролю.
З 1860 по 1864 Пленер був міністром фінансів Австрійської імперії. Проводив політику економії і скорочення обігу готівкової валюти в міжбанківських операціях; до 1862 домігся балансування бюджету; створив умови для швидкого економічного розвитку країни. Брав участь в підготовці лютневого патенту. З 1861 — член ландтагу Богемії. Виступав проти федералістської політики уряду ерцгерцога Райнера Фердинанда. В знак протесту проти запропонованого проекту конституції 27 травня 1864 подав у відставку.
У 1867-1870 — міністр торгівлі. Проводив політику ліквідації концесій в сфері будівництва і управління залізницями, реформував банківську систему, створив систему статистики і страхування, торгових палат.
15 січня — 1 лютого 1870, після відставки Едварда Тааффе, виконував обов'язки глави уряду до формування нового кабінету.
З 1873 і до смерті був відомий як представник «старих лібералів» у конституційній групі Палати панів (Heerenhaus).

## Визнання
- У 1888 ім'ям Пленера названо провулок у Відні.

- У 1907 Іґнац фон Пленер удостоєний імператором спадковим баронських титулом.

Син Пленера Ернст також став державним діячем, міністром фінансів Цислейтанії (1893-1895), президентом Рахункової палати.